# Рэндольф, Томас, 1-й граф Морей
Томас Рэндольф (англ. Thomas Randolph, 1st Earl of Moray; ок. 1278 — 20 июля 1332) — крупный шотландский государственный и военный деятель, дипломат, 1-й граф Морей (1312—1332) и хранитель (регент) Шотландии (1329—1332).

## Ранняя жизнь

Герб Томаса Рэндольфа, 1-го графа Морея (1278—1332)

Сын Томаса Рэндольфа, лорда-камергера Шотландии и шерифа Роксбурга, правнук Рэндульфа или Ранульфа (ум. ок. 1165), основателя клана Рэндольф. Матерью Томаса была одна из сестер короля Шотландии Роберта Брюса, возможно, Изабелла де Брюс.

## Война за независимость
Томас Рэндольф поддержал Роберта де Брюса в его борьбе за шотландский королевский трон и присутствовал на коронации дяди в 1306 год] в Сконе, получив титул лорда Ниттсдейла. В июне того же 1306 года Томас Рэндольф участвовал в битве при Метвене, где был взят в плен англичанами. Вначале находился под стражей сэра Адама Гордона и графа Линкольна. Позднее поступил на службу к английскому королю, но в 1308 году был взят в плен сэром Джеймсом Дугласом и вернулся в Шотландию. Английский король Эдуард II пожаловал владения Томаса Рэндольфа своему фавориту, Хью ле Диспенсеру.
В 1312 году король Шотландии Роберт Брюс создал для своего племянника Томаса Рэндольфа титул графа Морея. Он стал правителем обширной территории на севере Шотландии, значительно превосходящей его южные владения. В следующем 1313 году Томас Рэндольф получил титул лорда острова Мэн. Примерно в это же время он стал одним из наиболее доверенным военачальников Роберта Брюса и сопровождал его в большинстве военных кампаний. Его самым известным достижением являлось взятие 14 марта 1314 года Эдинбургского замка. Среди воинов графа Морея был Уильям Фрэнсис, сын бывшего губернатора замка, который знал о тайном пути вверх по скале. Граф Морей использовал этот путь, чтобы добраться до замка, и успешно отбил его у англичан.
Томас Рэндольф, граф Морей, сыграл важную роль в победе шотландской армии в битве при Бэннокбёрне, где он командовал одной из дивизий (шилтрон) пехоты, остальными командовали король Роберт Брюс, Эдвард Брюс, граф Каррик (брат короля) и сэр Джеймс Дуглас.

## Ирландия
В 1315 году граф Морей сопровождал Эдварда Брюса, графа Каррика, младшего брата Роберта Брюса, во время его военной кампании в Ирландии. Он был одним из главных лидеров в войне против английских поселенцев в Ирландии. Томас Рэндольф дважды возвращался в Шотландию, чтобы получить подкрепление и добиться личного прибытия короля Роберта Брюса в Ирландию.

## Дипломатическая карьера
После подписания Арбротской декларации о независимости Шотландии в 1320 году Томас Рэндольф, граф Морей, был отправлен с посольством, чтобы убедить папу римского Иоанна XXII признать Шотландию как независимое королевство. Позднее, в 1324 году граф Морей вторично отправился для встречи с папой римским в Авиньоне. На этой встрече он смог убедить папу римского Иоанна XXII признать Роберта Брюса королем Шотландии. В следующем году папа римский в письме к графу Морею заявлял о своёй надежде и вере в его усилия под достижению мира между Англией и Шотландией, и разрешил ему посетить Храм Гроба Господня в Иерусалиме.
В 1325 году граф Морей во главе шотландской делегации был отправлен во Францию, где убедил короля Карла IV Красивого подписать Корбейский договор о возобновлении франко-шотландского союза против Англии.
После возвращения в Шотландию граф Морей в августе 1327 года был одним из командующим шотландской армии в битве с англичанами при Стэнхоуп-Парке. Англичане потерпели позорное поражение и были вынуждены подписать Нортгемптонский договор в 1328 году, по которому окончательно признали независимость Шотландии.

## Регент
В последние годы правления короля Роберта Брюса граф Морей был его постоянным спутником, а также занимался опекой юного наследника престола, принца Давида. Перед смертью Роберт Брюс назначил графа Морея регентом королевства в период малолетства Давида II Брюса, которого тогда всего была пять лет. В 1329 году после смерти Роберта Брюса и вступления на престол его сына Давида Брюса Томас Рэндольф, граф Морей, вступил в должность регента (хранителя) Шотландии. 20 июля 1332 года граф Морей скончался в Масселборо, когда он готовился к отражению вторжения из Англии Эдуарда Баллиоля и его сторонников. Тогда было объявлено, что граф Морей был отравлен англичанами, но более вероятно, что он умер от мочекаменной болезни. Его преемником на посту регента королевства стал Дональд, граф Мар (1293—1332).

## Брак и дети
Томас Рэндольф, граф Морей, был женат на Изабелле, дочери Джона Стюарта из Бонкиля (1245—1298) и Маргарет из Бонкиля. У супругов было два сына и две дочери:
- Томас Рэндольф, 2-й граф Морей (убит 11 августа 1332)
- Джон Рэндольф, 3-й граф Морей (1306 — 17 октября 1346)
- Агнес Рандольф (ок. 1312—1369), жена Патрик Данбара, 9-го графа Марча
- Изабелла Рэндольф, жена сэра Патрика Данбара (ум. 1357). Среди их детей были Джордж Данбар, 3-й граф Марч (1338—1420), и Джон Данбар, граф Морей (ум. 1390).